# La Riera (Portbou)
La Riera és una entitat de població del municipi de Portbou a la comarca de l'Alt Empordà. En el cens de 2007 tenia deu habitants censats.